# 薩姆納維爾 (堪薩斯州)
薩姆納維爾（英語：Sumnerville）是位於美國堪薩斯州渥太華縣的一個非建制地區。

## 地理
薩姆納維爾所處的海拔為高於海平面392米（即1286英呎），而該地所採用的時區為UTC-6，即北美中部時區（CST）。同時該地設有夏令時間，為UTC-6調快一小時，即UTC-5（CDT）。